# 青木英李
青木 英李（あおき えり、1988年10月31日 - ）は、日本の女性ファッションモデルならびにタレント。身長160センチ、体重40キロ。スターダストプロモーション所属。

## 来歴
東京都内に出生。父とは血縁上の繋がりがない。19歳離れた妹がいる。私立の女子高校から通信制の高校に編入。この生い立ちやモデル活動前の話については、2010年のポップティーン誌5月号に『えりものがたり』という実録漫画として掲載されている。通信制高校編入後にはギャルサーの代表となり、週あたり4回の日焼けサロン通いから保持した黒色の肌を携え、ギャルサーの世に“黒えり”の名を広く知らしめた。
やがて渋谷109前でのスカウトをきっかけに10代向け雑誌の読者モデル活動を開始。

### モデル
2008年より『ポップティーン』の専属モデルとして活動。いわゆるガングロとは正反対の白めの肌を特徴とする『白姫系』のギャルモデルとして人気を獲得した。ポップティーン誌の姉妹誌にあたる『ポップシスター』が2010年に創刊すると、益若つばさ、星野加奈、菅野結以、小森純、樋口智子、孫暐とともに専属としてこれに登場。この年には更にギャルの代表の一人として中国にまで赴いたうえで上海万博に出席し、ポップティーン関係のほか9名すなわち舟山久美子、出岡美咲、寿るい、ソンイ、鈴木奈々、河西美希、村田莉、椎名ひかり、廣瀬麻伊とともにギャル文化の広報を行うなどした。

### その他
2008年に発売されたギャル系コンピレーションアルバム『メロラバ』に自身の歌曲を提供。紅音ほたる、益若つばさ、武藤静香、TSUKASAなどの面々もともに参加したアルバムであった。
2009年からTBS系のバラエティ番組『王様のブランチ』にレポーターとして出演しつつ、ほか様々なテレビ番組やミュージックビデオ、CM、イベントなどに登場。2012年には映画『生きてるものはいないのか』で一役を演じるなどもしている。自身初の映画出演となった。
2014年、王様のブランチにてリポーターの紗綾と共に代々木公園での野外ロケを行った際、体の約40箇所を蚊に刺され、デング熱に感染した。一時テレビやネットで話題になりブログのアクセス数は約10倍になった時もあったという。

## 広告塔
2009年からフリューのプリントシール機『クイーンオブピンク3』のイメージモデルを務めてきた。香水ブランド『MAGIC TO LOVE』からのイメージモデル起用もあり、2010年に同ブランドの『HAPPY HOLIC』シリーズのイメージガールを担うなどしている。

## 出演

### イベント
- 『WILLCOM HONEY BEE3 デビューイベント in　SHIBUYA109』（2009年11月22日、ウィルコム） 共/鈴木奈々[17]
- 『RED RIBBON LIVE 2009』（2009年11月28日、世界エイズデー） 共/TERU、村尾信尚、山本シュウ、三浦大知、水木一郎、鈴木奈々ほか[18]
- 上海国際博覧会（2010年6月15日 - 16日） 共/舟山久美子、出岡美咲、寿るい、孫イ、鈴木奈々、河西美希、村田莉、椎名ひかり、廣瀬麻伊[14]
- 『アゲる！POP祭り2010』（代々木第一体育館、2010年8月5日） 共/舟山久美子、村田莉、孫イ、出岡美咲、益若つばさ、小森純、松岡里枝、西川瑞希、椎名ひかり、廣瀬麻伊、押切もえ、舞川あいく、畑田亜希、鈴木奈々、寿るい、河西美希、岩上愛美、蓼沼楓、渡辺玲奈、矢野安奈[19]
- 『TOKYO IDOL FESTIVAL 2010：デ☆ビュー制服コーデグランプリ』（2010年8月8日、グランドプリンスホテル新高輪） 共/日南響子、細谷理紗、志保、葵[20]

### テレビ
- 王様のブランチ（2009年7月18日 - 2016年3月26日 、TBS・BS-TBS） - ブランチリポーター
- 勝利の女神5（2010年1月 - 、チバテレビ、再放送 スカパー!エンタ!371）
- みんなで手作りクリスマス〜出来るまでがお楽しみ〜（2012年11月28日 - 12月19日、TBS）
- LIONS CHANNEL（2017年3月27日 - 2019年12月27日、テレビ埼玉）[21]
- BS10はデータで深読み!超解説!プロ野球中継「オリックス×埼玉西武」（2025年5月31日、BS10） - ゲスト

### 音楽PV
- 「君に伝えたくて」（2009年10月、KUMI）[9]
- 「誰よりも君が、君が好き」（2010年1月、KUMI）[9]

## 書籍

### 雑誌連載
- 『PopSister』 専属
- 『Popteen』 専属
- 『Vanilla girl』